# گدازه (فیلم ۲۰۱۴)
«گدازه» (انگلیسی: Lava (2014 film)) یک فیلم است که در سال ۲۰۱۴ منتشر شد.